# Felsrelief von Fıraktın

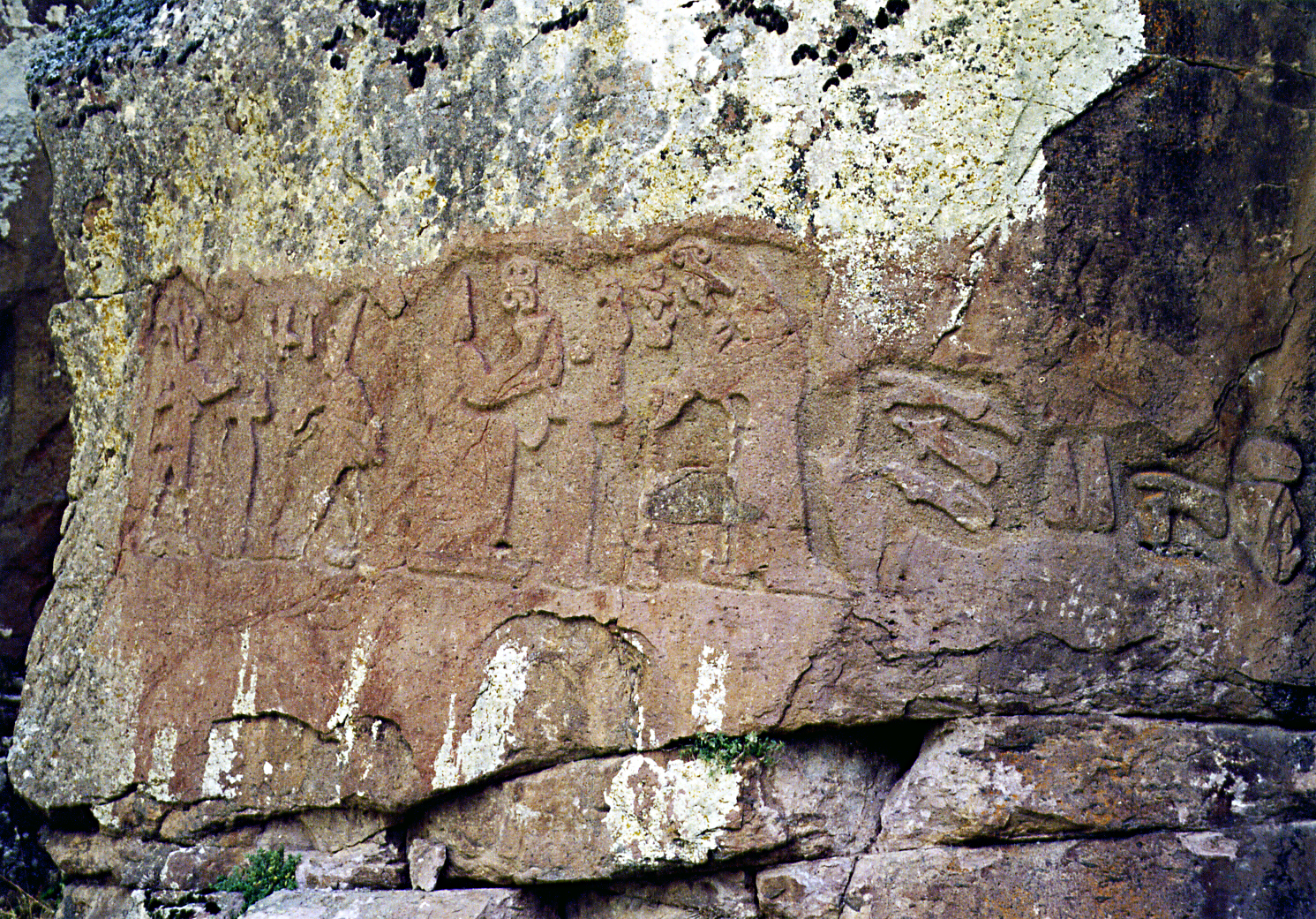
Wettergott, Ḫattušili III., Sonnengöttin, Puduḫepa (v.l.)

Das hethitische Felsrelief von Fıraktın (auch Fraktın) liegt etwa 50 km südlich von Kayseri in der gleichnamigen Provinz in der Südosttürkei. Es liegt beim Dorf Fıraktın, heute Gümüşören, im Bezirk Develi am Ufer des Enzel Dere, eines Nebenflusses des Zamantı Irmağı. Bei Strabon wird der Ort als Dastarkon bezeichnet.
Koordinaten: 38° 16′ 18″ N, 35° 37′ 54″ O
| Fıraktın |

## Lage
Das Felsrelief liegt in einem Hochtal, das sich östlich von Develi zwischen dem Erciyes Dağı und den Aladağlar nach Osten öffnet. Durch dieses Tal verlief in historischer Zeit eine wichtige Straßenverbindung nach Kilikien und weiter nach Syrien, über die ganzjährig passierbaren Pässe Gezbeli und Küçük Gezbeli. Dort wurden zwischen 1880 und 1939 fünf Reliefs aus der Zeit des hethitischen Großreichs gefunden, eine in Anatolien einzigartige Häufung. Es sind die Reliefs von Hanyeri, Imamkulu, Taşçı A und B sowie Fıraktın.

## Forschungsgeschichte
Nachdem ein Grieche aus Nevşehir um 1850 davon berichtet hatte, erwähnte Archibald Sayce das Monument 1880 in der britischen Zeitschrift Fraser’s Magazine. 1890 besuchten die britischen Archäologen William Mitchell Ramsay und David George Hogarth den Ort und veröffentlichten ein Photo und Umzeichnungen der Hieroglyphen. Danach folgten zahlreiche Forscher, die das Relief besichtigten und veröffentlichen, darunter Ernest Chantre 1893/94, die Cornell Expedition to Asia Minor and the Assyro-Babylonian Orient 1907 und andere. 1983 war der deutsche Vorderasiatische Archäologe Kay Kohlmeyer vor Ort, 2005 der deutsche Architekt Horst Ehringhaus, der das Relief in seinen Sammelband über hethitische Felsbilder der Großreichszeit aufnahm. Die letzte Besprechung lieferte John David Hawkins in seinem posthum erschienenen dritten Band seines Corpus of Hieroglyphic Luwian Inscriptions.

## Aufbau
Das Relief ist etwa 1,3 mal 3,2 Meter groß und stammt aus dem 13. Jahrhundert v. Chr., also aus der Zeit des hethitischen Großreichs. Es ist nach Nordwesten ausgerichtet, auf den Erciyes Dağı, der wie alle Berge in hethitischer Zeit vergöttlicht war. Es besteht aus drei Teilen. Der linke Abschnitt zeigt Großkönig Ḫattušili III. (rechts), der dem Wettergott opfert, indem er aus einer Art Schnabelkanne eine Flüssigkeit in ein auf dem Boden stehendes Gefäß ausgießt. Zwischen beiden steht ein altar-artiges Gebilde, darauf ein kegelförmiger Gegenstand mit Rillen, möglicherweise ein Opferbrot. Gott und König sind beide mit der Spitzmütze bekleidet, die eigentlich einen Gott bezeichnet. Das lässt darauf schließen, dass das Bildnis möglicherweise nach Ḫattušili's Tod während der Regierungszeit seines Sohnes und Nachfolgers Tudḫaliya IV. entstanden ist, da die hethitischen Könige nach ihrem Tod zu Göttern wurden. Der Wettergott hält einen Krummstab in den Händen. Vor den Köpfen der Personen sind Hieroglyphenzeichen angebracht, die die einzelnen Abgebildeten bezeichnen. In der mittleren Szene sieht man seine Gemahlin, Großkönigin (Tawananna) Puduḫepa (rechts), die der Ḫebat ein Libationsopfer darbringt. Auch hier ist zwischen den Figuren ein Altar zu sehen, auf dem ein Vogel bzw. ein vogelförmiges Gefäß steht. Die Darstellungen werden nach rechts hin gröber, möglicherweise ist das Werk nicht vollendet worden. Im dritten Teil schließlich sind großformatige luwische Hieroglyphen herausgemeißelt. Sie setzen die vor dem Kopf begonnene Bezeichnung der Königin fort mit „Tochter des Landes Kizzuwatna, von der Gottheit geliebt“.

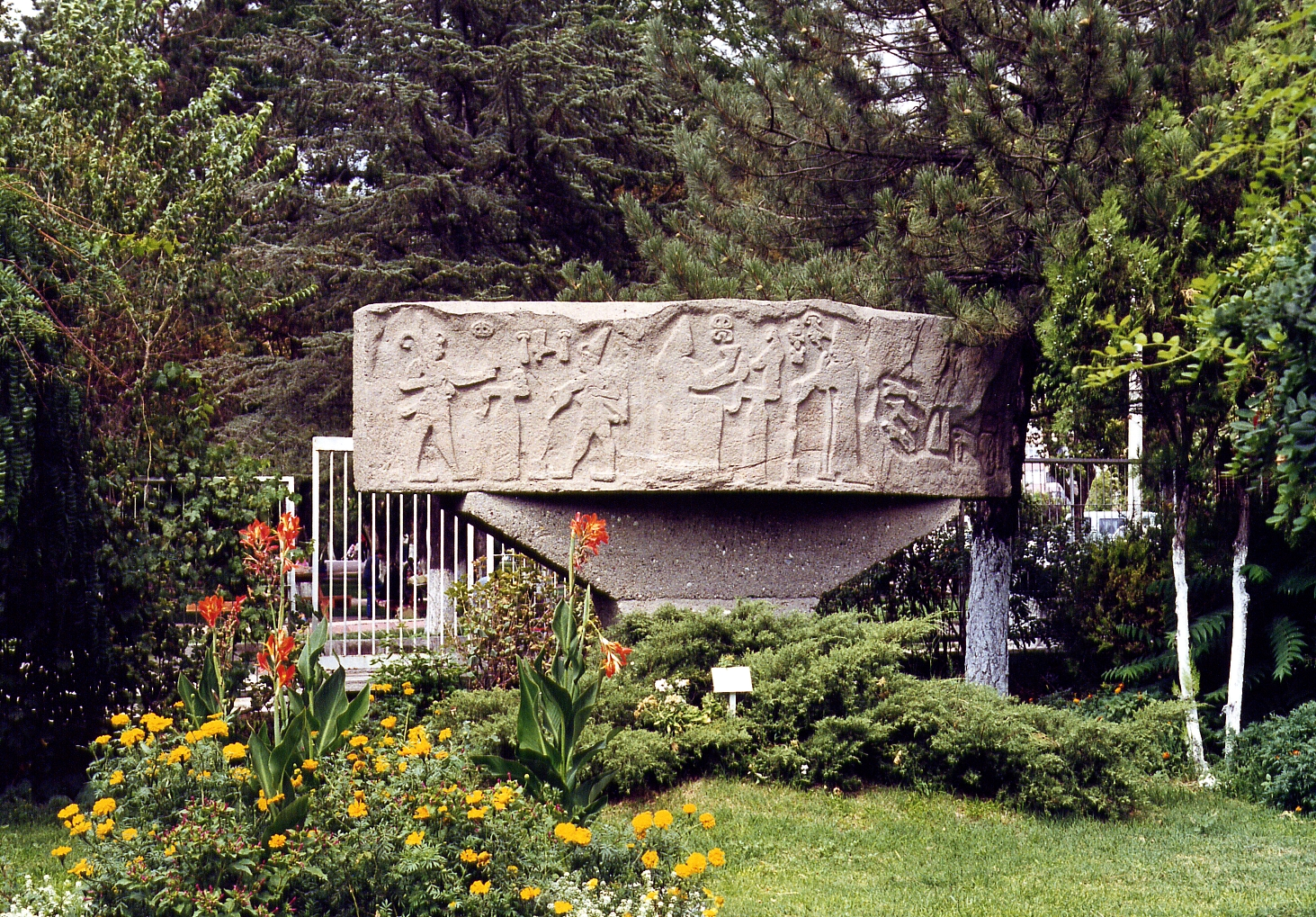
Kopie im Museum von Kayseri

Im Museum von Kayseri kann eine Betonkopie des Reliefs besichtigt werden, ein Gipsabguss im Pergamonmuseum in Berlin. In der Nähe wurde eine mykenische Vase ausgegraben, die wohl aus Kilikien hierher gelangt ist.